# Rauhkopf (bergstopp i Österrike)
Rauhkopf är en bergstopp i Österrike.   Den ligger i distriktet Lienz och förbundslandet Tyrolen, i den centrala delen av landet, 300 km väster om huvudstaden Wien. Toppen på Rauhkopf är 3 070 meter över havet, eller 84 meter över den omgivande terrängen. Bredden vid basen är 0,42 km.
Terrängen runt Rauhkopf är huvudsakligen mycket bergig. Runt Rauhkopf är det ganska glesbefolkat, med 26 invånare per kvadratkilometer.. Närmaste större samhälle är Matrei in Osttirol, 9,3 km sydost om Rauhkopf. 
Trakten runt Rauhkopf består i huvudsak av gräsmarker.